# Coraliomela quadrimaculata
Coraliomela quadrimaculata es un insecto coleóptero de la familia Chrysomelidae.
Fue descrita científicamente en 1840 por Guérin-Méneville.